# Boumedfaâ
Boumedfaâ (em árabe: بومدفع) é uma cidade localizada na província de Aïn Defla, no norte da Argélia. Sua população era de 21 509 habitantes, em 2008.